# Полумрак
Здрач пренасочва насам.  За други значения вижте Здрач (пояснение).
Полумрак (също сумрак) се нарича частта от денонощието, когато Слънцето е сравнително ниско под хоризонта, но осветява горните слоеве на земната атмосфера. Според това по кое време на денонощието се случва полумракът бива: сутрешен, преди изгрев, т.нар. развиделяване и вечерен, след залез, т.нар. здрач.

## Видове полумрак

### Астрономически
Прието е, че вечерният полумрак завършва (а сутрешното развиделяване започва), когато центърът на слънчевия диск е на 18° под хоризонта. Тогава небето става съвсем тъмно и вече могат да се различат и най-слабите, видими с невъоръжено око звезди.
Величината 18° е определена още от александрийския астроном и географ Клавдий Птолемей през 2 век.

### Навигационен (морски)
Краят на навигационния полумрак настъпва, когато вече не е възможно да се различи морският хоризонт от небето. Тогава центърът на слънчевия диск е на 12° под хоризонта.

### Граждански
Гражданският полумрак настъпва, когато са затруднени човешките дейности, изискващи естествено осветление. Центърът на слънчевия диск е на 6° под хоризонта.
Времетраенето на полумрака зависи от времето, нужно на Слънцето да слезе на 18° под хоризонта. На екватора той е най-кратък, а с увеличаването на географската ширина се удължава.